# Natan (imię)
Natan (hebr. נָתָן, dar, podarunek) – imię hebrajskie. Imieniu Natan etymologicznie bliskie są imiona Natanael (Nataniel). Natan imieniny obchodzi 12 lipca oraz 25 grudnia.

## Osoby noszące imię Natan
- Natan – prorok, kapłan i doradca króla Dawida (wymieniony w Drugiej Księdze Samuela (2 Sm) i Pierwszej Księdze Królewskiej (1 Krl)
- Natan Glücksberg – księgarz i wydawca warszawski (ur. 1780)
- Natan Nebenzahl – adwokat (ur. 1865)
- Nathan Twining – generał amerykański (1897–1982)
- Natan Tenenbaum – satyryk i poeta (ur. 1940)
- Nathan Jonas Jordison – znany jako Joey Jordison, amerykański muzyk kompozytor i instrumentalista (ur. 1975)
- Nathan Fillion – aktor kanadyjski (ur. 1971)
- Nathan Sykes – brytyjski piosenkarz z zespołu The Wanted (ur. 1993)
- Nathan East - amerykański basista i kompozytor (ur. 1955)

## Postacie fikcyjne
- Natan z dramatu poetyckiego Natan mędrzec Gottholda Ephraima Lessinga
- Nataniel Winkle z Klubu Pickwicka Karola Dickensa (1836/37)
- Nathaniel Samuel Fisher Jr, bohater serialu Sześć stóp pod ziemią
- Natty Bumppo, główny bohater cyklu powieściowego Pięcioksiąg przygód Sokolego Oka Jamesa Fenimore’a Coopera
- Nathan Zuckerman z cyklu powieści Philipa Rotha
- Nathan Petrelli, jedna z głównych postaci serialu Heroes
- Nathan Drake, główny bohater serii Uncharted na konsole PlayStation 3 i PlayStation 4
- Nathan Rahl, prorok, bohater cyklu Miecz prawdy Terry’ego Goodkinda